# Yami to Boushi to Hon no Tabibito
Yami to Bōshi to Hon no Tabibito (яп. ヤミと帽子と本の旅人 Ями то Бо:си то Хон но Табибито) — эротическая компьютерная игра-визуальный роман, выпущенная в 2002 году компанией ROOT, и 13-серийное аниме, изданное при участии Studio Deen в 2003 году. Многие персонажи были взяты из других компьютерных игр. Несмотря на то, что персонажи и их отношения одинаковы в игре и в аниме, сюжет между ними отличается. В сериале присутствуют элементы разнообразных жанров аниме, создавая совершенно непредсказуемые сочетания. Сюжет сериала нелинеен, что является самостоятельной причиной для шуток и пародий в самом сериале.

## Сюжет сериала
Основная сюжетная линия сериала посвящена путешествиям по мирам Великой Библиотеки Хадзуки Адзумы, ищущей Еву, считая её своей сводной сестрой. В этом ей помогают попугай Кен и влюбившаяся в Хадзуки Лилит, хранительница Великой Библиотеки. Каждая книга в этой библиотеке содержит в себе свой мир, а каждый хранитель Великой Библиотеки получает звание «Ями».